# Alexej Fjodorovič Bogomolov
Alexej Fjodorovič Bogomolov (rusky Алексе́й Фёдорович Богомо́лов; 20. květnajul./ 2. června 1913greg., Smolenská gubernie, Ruské impérium – 12. dubna 2009 v Moskvě) byl sovětský inženýr radiotechnik, nositel titulu Hrdina socialistické práce (1957), laureát Leninovy (1966) a dvou státních cen SSSR (1978, 1986), držitel titulu Zasloužilý pracovník vědy a techniky RSFSR. V roce 1937 absolvoval s vyznamenáním Moskevský Energetický ústav. Během vývoje R-16 se Bogomolov jen o vlásek vyhnul smrti při tzv. „Nedělinově katastrofě“ dne 24. října 1960. V roce 1966 se stal členem-korespondentem AV SSSR, od roku 1984 řádným členem. 